# Salem (Schiff)
Die Salem war ein Rohöltanker, der am 17. Januar 1980 als Teil eines 100-Millionen-Dollar-Betruges vor Westafrika versenkt wurde.

## Geschichte

### Das Schiff
Der Tanker wurde 1969 als Sea Sovereign im Auftrag der Stockholmer Salén Reederei auf der Kockums-Werft in Malmö gebaut. 1977 veräußerte die schwedische Reederei den Tanker an die liberianische Pimmerton Shipping Ltd., die das Schiff in South Sun umtauften und die Bereederung in die Hände der Wallem Ship Management in Hong Kong legte. Weitere zwei Jahre später wurde die South Sun an die in Liberia registrierte Firma Oxford Shipping weiterverkauft. Das Schiff erhielt nun den Namen Salem und verblieb unter liberianischer Flagge.

### Ladung und Versenkung
Am 30. November 1979 verließ die Salem den Hafen von Piräus mit der Bestimmung Kuwait. Im kuwaitischen Hafen Mina Al Ahmadi lud das Schiff Anfang Dezember im Auftrag eines italienischen Charterers etwa 195.000 Tonnen leichtes Rohöl mit dem Bestimmungshafen Genua. Der Tanker, der mit seiner Ladung in der Zwischenzeit bei Lloyd’s of London hoch versichert wurde, verließ Mina Al Ahmadi am 10. Dezember, fuhr trotz seines Bestimmungshafens Genua die ostafrikanische Küste entlang und traf am 27. Dezember unter dem Namen Lema im südafrikanischen Hafen Durban ein. Dort löschte das Schiff 170- bis 180.000 Tonnen der Ladung, anderen Quellen zufolge rund 192.000 Tonnen, und nahm dieselbe Menge an Ballastwasser, um weiterhin auf vollem Tiefgang zu bleiben. Danach verließ es den Hafen wieder am 2. Januar 1980 und wurde am 17. Januar unter dem Namen Salem vor der westafrikanischen Küste in Seenot angetroffen. Der Tanker British Trident übernahm die Besatzung des sinkenden Tankers.

### Aufdeckung des Betrugs
Die Ölladung aus Kuwait wurde vier Tage nach Verlassen des Hafens Mina Al Ahmadi von seinen Eignern in Lausanne für 56 Millionen US-Dollar an den Shell-Konzern weiterverkauft. Als der Tanker British Trident die schiffbrüchige Besatzung der Salem übernahm, fiel zunächst auf, dass diese sowohl ihre kompletten Habseligkeiten als auch eine Reihe weiterer Gegenstände und sogar die zollfreien Waren und Sandwiches mit in das Rettungsboot genommen hatte. Das, obwohl deren Tanker nach mehreren Explosionen so schnell gesunken sein soll, dass nicht mehr genug Zeit blieb, um das Schiffstagebuch zu retten. Weit auffälliger war, dass der sinkende Tanker trotz seiner vorgeblichen Ladung von knapp 200.000 Tonnen Rohöl kaum eine Ölspur hinterließ. Schon an Bord des britischen Schiffes äußerte ein tunesisches Besatzungsmitglied, dass man den Tanker Salem versenkt habe.

### Folgen
Nach dem Verlust der Salem erhielt Lloyd’s of London eine Versicherungsforderung über 56.300.000 US-Dollar vom Eigner des Schiffes. Das war die höchste Einzelforderung die Lloyds bis zum damaligen Zeitpunkt erhalten hatte. Nachforschungen durch Lloyd’s ergaben, dass das südafrikanische Ölunternehmen Sasol das Öl der Lema/Salem in Durban für 43 Millionen US-Dollar gekauft hatte. Der Tanker musste also schon deshalb untergehen, um über die Unterschlagung der in Durban gelöschten 170- bis 180.000 Tonnen Ladung hinwegzutäuschen.

## Einzelbelege
1. 1 2  Godfrey Hodgson: Comment: Oil in troubled waters. In: The Guardian. 14. März 2001, abgerufen am 20. August 2016 (englisch).
2. 1 2 3 4 5  Allister Sparks: $50 Million Loss in Con Job. The Washington Post, 2. März 1983, abgerufen am 14. September 2022.